# Ornithogalum iranicum
Ornithogalum iranicum là một loài thực vật có hoa trong họ Măng tây. Loài này được Zahar. mô tả khoa học đầu tiên năm 1983.